# Sogno di Costantino
Il Sogno di Costantino è un affresco di Piero della Francesca e aiuti, facente parte delle Storie della Vera Croce nella cappella maggiore della basilica di San Francesco ad Arezzo, databile agli anni 1458-1466. L'affresco fu probabilmente dipinto nella seconda parte dei lavori, dopo i contatti con la cultura fiamminga e Roma, dalla quale Piero sviluppò un ancora più forte senso della luce. Il sogno di Costantino è una delle più convincenti scene notturne dipinte fino ad allora nell'arte europea e rimase pressoché insuperato, in quanto a effetti drammatici, fino all'epoca di Caravaggio.

## Descrizione e stile
Rispetto alle scene precedenti (il Sollevamento della Croce per la sepoltura, ambientata ai tempi di Salomone, e l'Annunciazione) è stato fatto un notevole salto temporale in avanti. La profezia della Regina di Saba si è infatti nel frattempo avverata, Gesù è stato crocifisso sul legno da lei indicato, il regno dei Giudei è stato dissolto e Gerusalemme distrutta. Si arriva così al IV secolo, quando l'imperatore romano Costantino sta per scontrarsi nella battaglia decisiva contro il suo rivale Massenzio. Ecco che di notte, nel suo accampamento, un angelo gli porta in sogno la rivelazione della Croce (In hoc signo vinces), con la quale sconfiggerà l'avversario (scena successiva della Battaglia di Ponte Milvio); in seguito all'evento prodigioso, secondo la tradizione, Costantino concede poi la libertà di culto ai cristiani (editto di Milano, 313) ed i suoi successori avrebbero poi fatto del Cristianesimo la religione di Stato (editto di Tessalonica, 380).

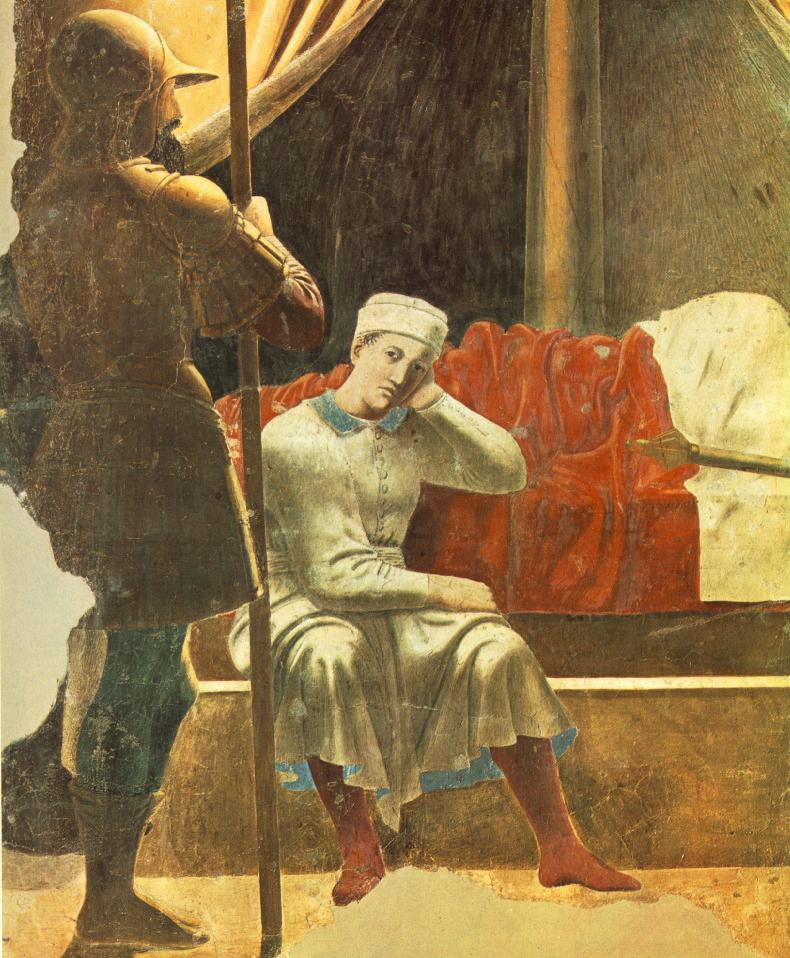
Dettaglio col cubiculario

La scena è ambientata alle prime luci dell'alba nell'accampamento romano, con la tenda di Costantino in primo piano, protetta da due guardie. Essa è aperta e in essa s'intravvede l'imperatore addormentato, mentre un valletto, il cubiculario, veglia sul suo sonno, seduto ed appoggiato al letto. Il suo legame con l'imperatore è sottolineato dai colori alternati della sua veste (bianco/rosso) che sono gli stessi del lenzuolo e delle coperte del letto imperiale. Il ruolo di questa figura oggi si è perso, ma era importante in epoca romana e medievale: i nobili avevano sempre uno schiavo o un servo che vegliava di notte, pronto ad accorrere in caso di bisogno. Piero della Francesca attua tramite lui uno stratagemma compositivo: egli, guardando verso lo spettatore, richiama la sua attenzione (figura del "festaiuolo", come veniva chiamata allora), per poi direzionarne lo sguardo, tramite le linee di forza dei suoi arti, verso la lancia della guardia in penombra, la quale indica a sua volta l'angelo, il quale appare di spalle con una suggestiva illuminazione in controluce. Il messaggero celeste tiene in mano una piccola croce, simbolo della Vera Croce, e la porge all'imperatore addormentato. A fianco di Costantino il soldato tende la mazza verso il braccio dell'uomo vestito di bianco, chiudendo così la composizione in un circolo continuo.
Vera protagonista della scena è la luce, che sembra emanare dalla croce stessa, illuminando la tenda e il giaciglio imperiale e lasciando invece in ombra i soldati e lo sfondo. Si tratta di una luce "mistica", come si trova in altre opere di Piero (quali la Flagellazione): si tratta infatti di un passaggio tra l'"ombra" del paganesimo e la "luce" della ragione cristiana, che trasfigura l'apparizione come un evento essenzialmente luminoso.
La scena ha come pendant l'Annunciazione che si trova a sinistra della finestra: in entrambi i casi si trova infatti un angelo che porta un messaggio che decide le sorti dei protagonisti e dell'umanità intera.
In occasione di un restauro nel cielo sono emerse delle costellazioni, che costituiscono una mappa celeste, che ricrea, in maniera speculare e con qualche approssimazione, la situazione astrale nell'anniversario della data del sogno.